# العلاقات الفنلندية الليختنشتانية
العلاقات الفنلندية الليختنشتانية هي العلاقات الثنائية التي تجمع بين فنلندا وليختنشتاين.

## مقارنة بين البلدين
هذه مقارنة عامة ومرجعية للدولتين:
| وجه المقارنة                                              | فنلندا                                                                               | ليختنشتاين                                 |
| --------------------------------------------------------- | ------------------------------------------------------------------------------------ | ------------------------------------------ |
| المساحة (كم2)                                             | 338.42 ألف                                                                           | 16                                         |
| عدد السكان (نسمة)                                         | 5.52 مليون                                                                           | 37.47 ألف                                  |
| الكثافة السكانية (ن./كم²)                                 | 16.31                                                                                | 234.19 ألف                                 |
| العاصمة                                                   | هلسنكي                                                                               | فادوتس                                     |
| اللغة الرسمية                                             | اللغة الفنلندية، اللغة السويدية                                                      | اللغة الألمانية                            |
| العملة                                                    | يورو، ماركا فنلندية                                                                  | فرنك سويسري                                |
| الناتج المحلي الإجمالي (بليون دولار)                      | 251.88 مليار                                                                         | 6.29 مليار                                 |
| الناتج المحلي الإجمالي (تعادل القوة الشرائية) بليون دولار | 231.84 مليار                                                                         |                                            |
| الناتج المحلي الإجمالي الاسمي للفرد دولار أمريكي          | 42.31 ألف                                                                            |                                            |
| الناتج المحلي الإجمالي للفرد دولار أمريكي                 | 40.68 ألف                                                                            |                                            |
| مؤشر التنمية البشرية                                      | 0.883                                                                                | 0.908                                      |
| رمز المكالمات الدولي                                      | +358                                                                                 | +423                                       |
| رمز الإنترنت                                              | .fi                                                                                  | .li                                        |
| المنطقة الزمنية                                           | ت ع م+02:00، ت ع م+03:00، أوروبا/هلسنكي ‏، توقيت شرق أوروبا، توقيت شرق أوروبا الصيفي ‏ | توقيت وسط أوروبا، ت ع م+01:00، ت ع م+02:00 |

## منظمات دولية مشتركة
يشترك البلدان في عضوية مجموعة من المنظمات الدولية، منها:
| علم المنظمة | اسم المنظمة                    | تاريخ انضمام فنلندا | تاريخ انضمام ليختنشتاين |
| ----------- | ------------------------------ | ------------------- | ----------------------- |
|             | الاتحاد البريدي العالمي        | ?                   | ?                       |
|             | منظمة حظر الأسلحة الكيميائية   | ?                   | ?                       |
|             | منظمة التجارة العالمية         | 1995                | ?                       |
|             | الأمم المتحدة                  | 14 ديسمبر 1955      | 18 سبتمبر 1990          |
|             | منظمة الشرطة الجنائية الدولية  | ?                   | ?                       |
|             | الاتحاد الدولي للاتصالات       | 1 سبتمبر 1920       | 25 يوليو 1963           |
|             | مجلس أوروبا                    | 5 مايو 1989         | ?                       |
|             | منظمة الأمن والتعاون في أوروبا | 25 يونيو 1973       | 25 يونيو 1973           |

## وصلات خارجية
- موقع وزارة الخارجية الفنلندية